# ブレーマーSV
ブレーマーSV（ドイツ語: Bremer SV）は、ドイツ・ブレーメンを本拠地とするサッカークラブ。

## 歴史
1906年1月1日にBBVシュポルト（BBV Sport）として設立された。1920年にブレーマーSVに改名した。
1933年に1部のガウリーガ・ニーダーザクセンに昇格すると、しばしば1部に昇格してくるクラブとなった。第二次世界大戦後も新たな1部であるオーバーリーガ・ノルトに所属したが、1955年に降格すると、1部と2部を行き来するエレベータークラブとなった。1992年迄はしばしばオーバーリーガに参戦したが、以降はオーバーリーガにも満たないクラブとなってしまった。
2013-14シーズンからはブレーメンリーガを4連覇したが、4連続で昇格プレーオフに敗れたために昇格はならなかった。その後2018-19シーズンも昇格出来ず、2022年にレギオナルリーガ・ノルトに昇格した。
昇格前年のDFBポカール2021-22では1回戦でFCバイエルン・ミュンヘンと対戦し、12-0で敗北した事で話題となった。

## タイトル
- ブレーメンリーガ:　1955–56, 1957–58, 1960–61, 1964–65, 1977–78, 1982–83, 1984–85, 1985–86, 2006–07, 2013–14, 2014–15, 2015–16, 2016–17, 2018–19, 2021–22
- ブレーメンポカール: 1979–80, 1984–85, 1985–86, 1990–91, 2013–14, 2014–15, 2015–16, 2020–21, 2021–22, 2023–24